# Sàmnium

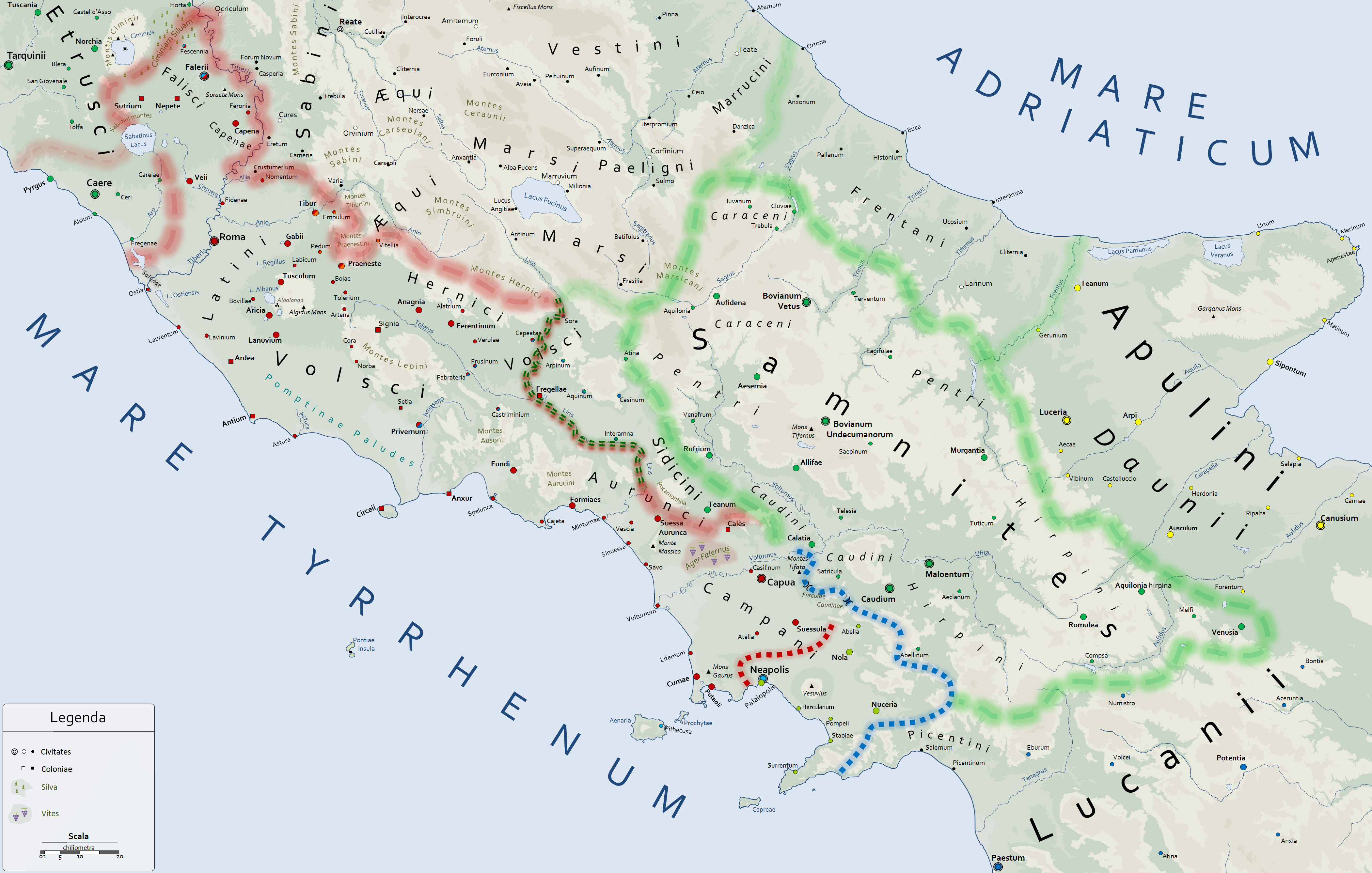
Situació del Samnium, delimitat amb la línia verda, en l'època de la segona guerra samnita.

El Sàmnium (en llatí: Samnium; en osc: Σαυνῖτις) va ser una regió de la península Itàlica. En sentit reduït, el Sàmnium era el país del samnites i en sentit estès era una regió administrativa formada pel país samnita i algunes regions adjacents.

## Localització
El Sàmnium limitava al nord amb els territoris dels marsis, els pelignes i els frentans, a l'est amb la Pulla, al sud amb Lucània, i al sud-oest i a l'oest amb la Campània i el Latium. El país estava dividit en regions naturals:
- A la part nord vivien els caracens (caraceni) la més al nord de les tribus samnites amb capital a Aufidena a la vall del Sagrus.
- Les fonts del Vulturnus tenien a Esèrnia com a ciutat principal
- La vall del Tifernus amb Boviànum, era el cor del país
- La regió al nord de Bojano fins als frentans incloent la vall del Sangro i que limitava amb Boviànum per tots costats era el districte on vivien els pentris (pentri) la tribu samnita més poderosa.
- A la vall del Calor i valls adjacents, hi havia el districte dels caudins (caudini)
- A l'est de l'anterior districte hi havia el país dels hirpins, considerats generalment samnites però amb un desenvolupament separat.
- I del mont Hirpi cap a l'est, a l'alta vall de l'Aufidius una districte repartit entre el Sàmnium (part muntanyosa) i la Pulla (part plana).

## Ciutats del Sàmnium
- Aufidena
- Aesernia
- Boviànum
- Treventum
- Saepinum
- Telesia
- Allifae
- Beneventum
- Aeclanum
- Equus Tuticus
- Aquilonia
- Abel·línum
- Caudium
- Compsa
- Saticula
- Calatia
- Compulteria
- Duronia
- Murgantia
- Romulea
- Trivicum
- Plístia
- Callifae
- Rufrium
- Cominium
- Melae Fulfulae
- Orbitanium
- Cluvia
- Cimetra
- Volana
- Palumbinum
- Herculaneum
- Imbrínium
- Cinna
- Mucrae
- Rufrae
- Batulum
- Celenna

## Els samnites
Els samnites eren un poble considerat d'origen sabí (eren de llengua sabèl·lica i sabèl·lics eren anomenats tant els sabins com els samnites). Els samnites es van establir a les regions ocupades per pobles oscs i van assimilar el seu llenguatge que era molt semblant a la llengua sabèl·lica de la que l'osc era una branca.
Cap a la segona meitat del segle v aC es van establir a Campània on es van barrejar amb la població local i van originar els campanis. Posteriorment van entrar a Lucània i van desplaçar les tribus lucanes cap al sud. El país entre el riu Silarus i el Sarnus també el dominaven però més tard els picentins el van ocupar.
Dels samnites es diu que eren guerrers i que eren molt valents, tenien hàbits simples i frugals i conservaven les supersticions que caracteritzaven als sabins. Algunes de les seves ciutats eren obertes però altres eren fortificades (com Aesernia, Boviànum i Aufidena, segons demostra l'arqueologia); la seva activitat principal era la ramaderia.
Poc se sap dels samnites abans d'entrar en contacte amb els romans. Quan van establir contacte, el poble dels samnites estava format per quatre tribus: pentris, hirpins, caracens i caudins. Els frentans de vegades han estat considerats una cinquena tribu, ja que eren samnites o molt propers, però sempre van mantenir una actitud aïllada de la resta. La constitució dels samnites és desconeguda, però es creu que hi havia una Lliga Federal (Lliga Samnita) i en temps de guerra es nomenava un comandant en cap suprem que portava el títol de Embratur (en sabèl·lic emperador).
La primera menció es produeix el 354 aC quan Roma i el Sàmnium van signar un tractat d'aliança. Segurament els samnites ja dominaven Esèrnia i la vall del Volturnus i pressionaven cap a la vall del Liris llavors ocupada pels volscs, auruncs i altres tribus d'origen osc o ausoni.

### Primera Guerra Samnita
Un temps després els sidicini, un petit poble, es va veure atacat pels samnites i van demanar ajuts als campanis, que tot i el seu origen samnita els van donar suport. Els samnites van atacar als campanis i van ocupar el Mont Tifata que va obrir el camí cap a Càpua, i els va portar a aquesta ciutat. Els campanis van demanar ajut a Roma, i el senat, després de dubtar pel tractat d'aliança concertat feia poc, va decidir fer costat als campanis. Això va ser l'origen de la primera guerra samnita l'any 343 aC.
Els samnites després de la pau (341 aC) es van convertir en aliats de Roma, tant en la guerra llatina, com després contra els volscs i àusons. El sidiquins, sotmesos als samnites, van quedar també sotmesos a Roma perquè els samnites van dirigir les seves armes cap al sud on va aparèixer Alexandre I de l'Epir que lluitava contra els lucans i avançava cap a Paestum. Samnites i lucans van ser derrotats en una gran batalla per Alexandre Molós que no va continuar el seu atac, i la seva mort a Pandòsia l'any 326 aC els va deixar aquest costat lliure.

### Segona Guerra Samnita
El mateix 326 aC va esclatar la segona guerra samnita deguda al fet que els samnites ajudaven als grecs de Palaèpolis i Neàpolis contra els romans. L'any 304 aC els samnites van demanar la pau incondicional, i van reconèixer l'hegemonia romana a tota la Campània. Els samnites van haver de renunciar a futures expansions territorials i probablement van haver de renovar el tractat d'aliança amb Roma.

### Tercera Guerra Samnita
Després de la guerra, Roma va actuar contra els grecs del sud, contra els mars, els pelignes, i especialment contra la ciutat d'Arretium, on una revolta local va motivar la seva intervenció. L'acció dels romans va provocar l'aixecament general l'any 302 aC. Els rebels van ser derrotats a Roselles i gairebé totes les ciutats etrusques van passar a formar part de Roma, quedant només com a semi independents Vetulònia, Populònia i Volaterrae. Això va crear ressentiments que els samnites esperaven aprofitar en benefici propi. La Lliga samnita va formar una aliança amb les ciutats d'Etrúria, amb els umbres, els lucans, els sabins i els gals sènons, i va esclatar la tercera guerra samnita l'any 298 aC quan un partit dels lucans oposat a l'aliança amb Sàmnium va cridar en ajut a Roma.
L'any 290 aC els samnites van haver de signar la pau amb el cònsol Mani Curi Dentat, i van passar a ser aliats de Roma, a la que haurien de subministrar soldats i materials, cosa que els equiparava a la resta dels estats sotmesos a la República i que mantenien només una independència nominal.

### Quarta Guerra Samnita
L'any 282 aC els tarentins van formar una lliga contra Roma, en la que Samni hi va entrar, sota la direcció suprema de Pirros. Aquest conflicte de vegades s'anomena Quarta guerra samnita.
Els samnites no van tenir molta activitat a la guerra i fins després de la batalla d'Heraclea no van enviar al primer contingent, l'any 279 aC. El 278 aC a la batalla d'Asculum els samnites van mostrar el seu valor però tot seguit Pirros va sortir cap a Sicília. Quan el 274 aC Pirros va tornar el cònsol Mani Curi Dentat el va derrotar a Benevent, i els samnites, tarentins i els altres aliats (lucans i brucis) no podien fer front a Roma. El 272 aC, després de la caiguda de Tàrent en mans dels romans, els samnites, els lucans i els brucis es van sotmetre i van demanar la pau i el cònsol Espuri Carvili Màxim i Luci Papiri Cursor van celebrar els triomfs sobre els samnites. Una revolta dels caracens l'any 269 aC va ser sufocada ràpidament.
Després de la submissió del 272 aC probablement els romans van endurir més, si és que era possible, els termes de la dependència samnita a Roma. Es van establir dues colònies romanes, una a Benevent al país dels hirpins (268 aC) i una altra a Esèrnia a la vall del Volturnus (264 aC).
L'any 216 aC els hirpins i la resta dels samnites excepte els pentris es van revoltar a favor d'Hanníbal. La part central del Sàmnium es va lliurar del combat mentre el país del hirpins va ser teatre de diverses lluites. Esèrnia i Benevent no van ser mai ocupades pels cartaginesos. El 214 aC i el 212 aC els cartaginesos van fer operacions al territori dels hirpins. El 209 aC, en retirar-se Hanníbal, els hirpins i altres rebels samnites es van sotmetre a Roma.
Ja no es torna a parlar d'aquest poble fins a la guerra social (91 aC-89 aC) en què van prendre part activa. Van ser dels primers a sollevar-se seguits pels picentins i marsis. Un dels cònsols de la federació italiana contra Roma era el samnita Caius Papius Mutilus, i la majoria dels generals principals dels italians (Marius Egnatius, Pontius Telesinus, i Trebatius) eren samnites. Després de què els romans conquerissin la capital italiana Corfinium, la seu de la confederació es va traslladar a la ciutat samnita de Boviànum, i des d'allí a Esèrnia. Sul·la va derrotar finalment a Papius Mutilus, va conquerir Aeculanum i Boviànum per assalt i va reduir als hirpins, però la resta dels samnites va resistir i Nola no va poder ser conquerida. Al final de l'any 89 aC quan ja gairebé totes les nacions s'havien sotmès, els samnites encara resistien tant amb lluita guerrillera a la muntanya com a Nola, operacions que es van ajuntar amb la guerra civil entre Sul·la i Gai Mari.
Els samnites es van declarar llavors favorables a Mari. Mari va ser derrotat a Sacriportus l'any 82 aC. L'exèrcit dels populars (de majoria samnita) dirigit per Caius Pontius Telesinus, quan va aixecar el setge de Praeneste va fer un atac inesperat a Roma, Sul·la els va derrotar en la batalla de la Porta Col·lina l'1 de novembre del 82 aC, i Telesinus va morir. Els romans van donar tot el poder a Sul·la que va exercir represàlies contra els seus enemics. Vuit mil samnites presoners van ser executats immediatament (altres presoners samnites de Sacriportus ja havien estat executats poc abans) i després va devastar el país. Estrabó diu que cent anys després la regió seguia en estat de completa desolació i les ciutats havien estat reduïdes a la condició de llogarets o havien desaparegut del tot.
Això va ser la fi del poble samnita i del país. Els qui van sobreviure van desaparèixer com a poble. Es van fer alguns intents sota l'Imperi Romà de repoblar el territori amb colons, especialment en temps de Neró, que va fundar colònies a Sepinum, Telèsia i Esèrnia però no van agafar prou prosperitat per aixecar la regió. Únicament Benevent va continuar sent una ciutat pròspera i florent.
Sota August el país dels hirpins va quedar separat de la resta del Sàmnium i es va incloure a la regió segona (Pulla i Calàbria) mentre la resta va formar part de la quarta regió (Sàmnium, Sabínia, país dels frentans, país dels marsis, país dels marruquins i país dels pelignes). Al segle II o III se'n va reduir el límit, i la regió del Samni va quedar formada pel mateix Sàmnium i els país dels frentans.